# Quinchamalí
Quinchamalí es una localidad ubicada en la Región de Ñuble, provincia de Diguillín, dependiente de la comuna de Chillán, está distante a 30 kilómetros al suroeste de la ciudad de Chillán, por el Camino a Huape.
La economía y sustento principal de este lugar es la alfarería de Quinchamalí, principalmente gracias al tradicional arte de la greda negra, este tipo de cerámica es realizada a mano, con la ayuda de rústicos elementos, que le han dado fama a nivel internacional. En 2014, las alfareras de Quinchamalí entraron a los registros de la Unesco como Tesoros Humanos Vivos, reconocimiento que, en Chile, se entrega a través del Consejo Nacional de la Cultura y las Artes. Fueron postuladas por la Unidad de Patrimonio (UPA) de la Municipalidad de Chillán. Igualmente, la localidad destaca por su agricultura, especialmente la cereza, el trigo o la avena.

## Toponimia
Hay varias versiones sobre su nombre. Una dice que su nombre proviene del idioma quechua; otra que se refiere al nombre de la planta del mismo nombre, o el nombre de un cacique que habitaba en la zona; del idioma mapuche, "niño en cunita", "niñas apareadas", etc.

## Historia
Los registros más antiguos de Quinchamalí datan de 1760, donde es descrito como un pueblo de indios, donde se trabajaba con greda y el cacique del lugar era llamado Lucas Quinchamal. Dado a su cercanía con la confluencia de los ríos Itata y Ñuble, el lugar fue perfecto para la construcción del Fuerte de Quinchamalí cuyo origen es cuestionado: Se atribuye a Alonso de Ribera en 1601, a Pedro Porter Casanate en 1662 y a Ángel de Peredo en 1663, sin embargo, lo que sí es posible verificar, es que el fuerte perduró hasta 1813.
En 1916, fue inaugurado el Ramal Rucapequén-Concepción y las estaciones Colliguay, Quinchamalí y Confluencia, lo cual benefició el traslado de mercancías en la zona.
Tras la publicación de una investigación de Tomás Lago en 1958, acerca de la alferería de Quinchamalí, en la Revista de Arte de la Facultad de Artes de la Universidad de Chile, produjo la difusión y oportunidades de exposición en mercados, ferias y medios de comunicación.
Durante la ola de calor del año 2017 se registró la máxima absoluta de 43,0 °C en la estación automática Quinchamalí de la Dirección Meteorológica de Chile (DMC) el día 26 de enero de 2017.
En septiembre de 2021, la municipalidad de Chillán realizó los trámites para la instalación de una delegación del municipio en el pueblo, lo cual deriva en la creación de un cargo denominado Delegado municipal.

## Demografía
Quinchamalí poseía 1314 habitantes según el censo del año 1999, de ellos 641 corresponden a hombres y 673 a mujeres distribuidos en 519 viviendas dando un saldo de 2,53 personas por casa. El área de la localidad es increíblemente grande en comparación a otras localidades de la zona, en total 12,08 km², dando en total, un promedio de 108,77 hab/km².